# Jagdpanzer 38(t) Hetzer
Jagdpanzer 38(t) Hetzer (Sd.Kfz. 138/2) byl německý stíhač tanků za druhé světové války, vyvinutý a vyráběný v Protektorátu Čechy a Morava. Byl bojově nasazen na frontě od července 1944 do konce války. Vozidlo bylo vyráběno i po válce pro československou (ST-I, později SD 75/39-44) a švýcarskou armádu (G-13).

## Vývoj, produkce, parametry
Na konci roku 1943 bylo v Německu rozhodnuto o vývoji nového stíhače tanků, který by vystřídal zastaralé stíhače typu Marder I. Nové útočné dělo bylo založeno na podvozku tanku PzKpfw 38 (t), vyráběného v Protektorátu, což byl převzatý, původně československý LT vz. 38. V měsíci březnu 1944 byly německé armádě dodány první tři prototypy, přičemž stroje dostaly označení Jagdpanzer 38(t). Hetzer (česky „štváč“) bylo buď přidáno do názvu později, nebo došlo k záměně s označením pro podobný stíhač tanků E-10. Nicméně jméno Hetzer se pro označení stíhačů Jagdpanzer 38(t) běžně používá. Stíhač tanků si 20. dubna 1944 prohlédl i samotný Adolf Hitler, přičemž bylo rozhodnuto o jeho sériové výrobě, která měla probíhat v závodech BMM (Böhmisch-Mährische Maschinenfabrik, bývalá ČKD) v Praze a ve Škodě Plzeň.
Hetzer měl svařovanou korbu se zešikmenými stěnami. Čelní pancíř byl 60 mm silný, boky měly tloušťku 20 mm, strop 8 mm. Stroj byl poháněn motorem Praga AE 2800 o výkonu 160 koňských sil a byl vybaven převodovkou Praga Wilson. Výzbroj stíhače tanků tvořil kanón Pak 39 L/48 ráže 75 mm a kulomet MG 34 umístěný na střeše.
Stíhač tanků byl průběžně modernizován, verze Ausf. D byla poháněna motorem Tatra TD 103 o výkonu 207 koní. Další varianty Hetzer Starr bylo vyrobeno pouze 10 kusů, dále byl produkován plamenometný Flammpanzer 38(t) či samohybné dělo sIG auf Jagdpanzer 38(t). Ostatní druhy zůstaly jen u prototypů.
Do konce války bylo vyrobeno více než 2 800 kusů, z toho přes 2000 v Praze a asi 800 v Plzni.

### Klady, nedostatky
Hetzer patřil mezi povedené stroje. Byl poměrně lehký a spolehlivý, dobře vyzbrojený a vyráběný ve velkých počtech. Jeho výkonný kanón si dokázal poradit s většinou nepřátelských tanků na relativně dlouhou vzdálenost (s těžkými tanky jen na krátkou vzdálenost). Výhodu představovaly malé rozměry a především nízká silueta znesnadňující odhalení a zasažení. Přední pancíř odolal i střelám z kanónu ráže 76,2 mm. Stroj posádce sice poskytoval lepší ochranu než jeho předchůdce Marder, ale z boku, zezadu a shora bylo pancéřování stále dosti slabé a dokázalo odolat jen palbě lehkých zbraní (pušek, kulometů). Další slabinou byla omezená pohyblivost kanónu (do stran celkově 16°, z toho jen 5° doleva) a nutnost dobíjet jinak dálkově ovládaný kulomet zvenku. Velkou nevýhodou byla praktická slepota posádky ve směru napravo od vozidla, kde chyběl periskop.

## Bojové nasazení

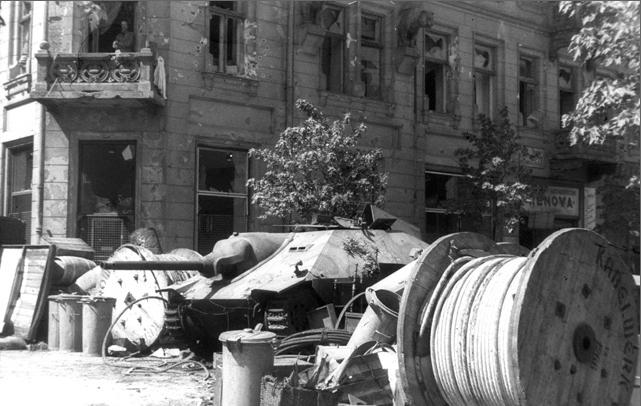
Hetzer Chwat, ukořistěný Zemskou armádou během Varšavského povstání, zabudovaný v barikádě u Napoleonova náměstí.

K prvnímu bojovému nasazení došlo v červenci 1944 na východní frontě (u skupiny armád Sever). Tyto stíhače tanků našly v německé armádě koncem války široké uplatnění. Byly přednostně dodávány pěším divizím, aby tyto měly pancéřové vozidlo schopné bojovat s obrněnou silou protivníka. Operační nasazení bylo celkově velmi úspěšné. První zprávy z fronty hovořily o 57 zničených nepřátelských tancích (včetně dvou IS-2) při žádném zničeném Hetzeru. Ztráty Hetzerů během doby nicméně přibývaly a celkově toto obrněné vozidlo přišlo příliš pozdě na to, aby dokázalo nějak zásadně ovlivnit situaci na frontách.

## Další uživatelé
Jeden stroj ukořistili povstalci při Varšavském povstání, několik samohybných děl ukořistili čeští vlastenci při Pražském povstání v květnu 1945. Tyto vozy neměly dosud namontovaný kanón. 

### Československo
Po válce se na území Československa nacházelo více než 300 strojů Hetzer v opravitelném stavu. Československá armáda jich většinu nechala během let 1947–1949 opravit v podnicích ČKD a Škoda a posléze je zařadila do svého stavu pod označením ST-I (Stíhač tanků I). Tvořily tak tehdy její nejpočetnější obrněné vozidlo. Kromě toho objednala další nové vozy ST-I u ČKD (100 vozidel v únoru 1946, dodáno do roku 1947) a Škody (20 vozidel v únoru 1947 a 30 vozidel v roce 1949). Tyto vozy částečně pocházely ze sérií rozpracovaných ještě pro Wehrmacht.
Na základě ST-I vznikl cvičný typ ST-III, lišící se plechovou nástavbou na vrchu korby a demontáží kanónu, místo něj se instalovala sedačka pro instruktora. U ČKD bylo v únoru 1946 objednáno 50 kusů ST-III, armáda je obdržela v letech 1946 až 1947.
Po přezbrojení na sovětskou techniku v průběhu 50. let byly vozy ST-I a ST-III převedeny do zálohy a nakonec na přelomu 50. a 60. let sešrotovány.

### Švýcarsko

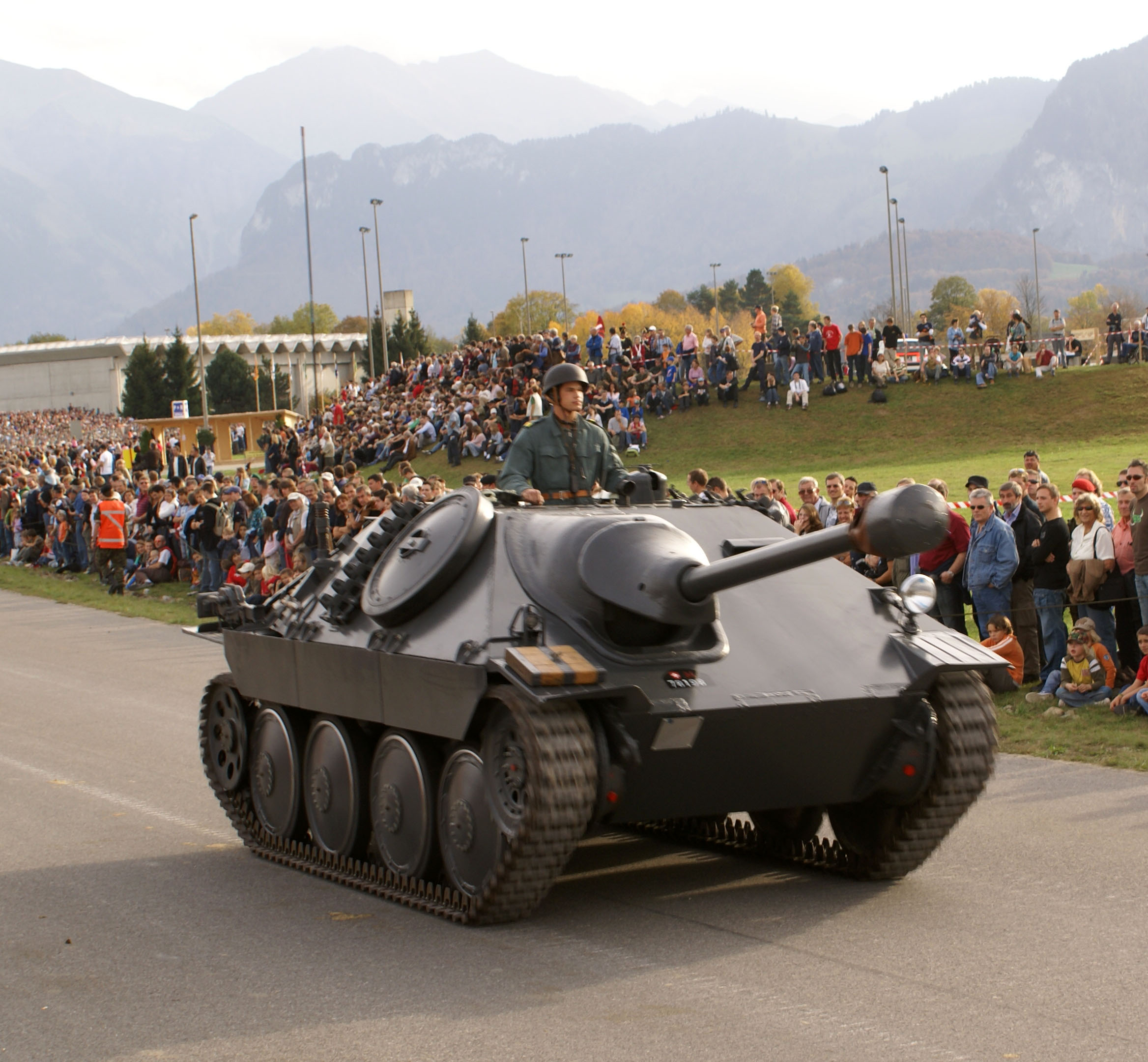
Provozuschopný G-13 na přehlídce v Thunu, 2006

Švýcarsko v srpnu 1946 objednalo 8 stíhačů tanků G-13, což byla modifikace Hetzeru osazená kanónem StuK 40 s úsťovou brzdou, používaným u samohybných děl Sturmgeschütz III. Obdrželo je v říjnu 1946, vozidla pocházela z rozpracované série, určené původně pro Wehrmacht. Následovaly další objednávky 100 kusů v listopadu 1946 a 50 kusů v roce 1947, včetně náhradních dílů. Těchto 150 vozidel bylo zcela nových, dodána byla během let 1947–1950. Cena jednoho vozidla činila 51 650 švýcarských franků. Posledních 86 kusů dostalo švýcarský vznětový motor Saurer-Arbon o výkonu 148 k. Všechny vozy stavěla Škoda Plzeň. Celková cena objednávky činila více než 10 milionů švýcarských franků. G-13 sloužily ve švýcarské armádě až do roku 1973.